# Delta Scuti
Delta Scuti (δ Sct / 2 Scuti / HD 172748 / HR 7020) és un sistema estel·lar en la constel·lació d'Scutum. Encara que és sols el quart estel més brillant de la seva constel·lació, probablement és el més conegut car és el prototip d'un grup de variables que porten el seu nom, variables Delta Scuti. Es troba a 202 anys llum del sistema solar.
Les variables Delta Scuti presenten petites variacions en la seva lluminositat. En concret, la magnitud aparent de Delta Scuti varia entre +4,60 i +4,79. Es pot considerar una variable cefeida de baixa massa, però a diferència de les cefeides clàssiques té múltiples períodes de pulsació superposats. Existeix un període principal de 4,65 dies i un de secundari de 4,48 hores. Al costat d'aquests hi ha períodes de 2,79, 2,28, 2,89 i 20,11 hores, la qual cosa dona com a resultat una corba de llum complexa.
Delta Scuti és una gegant blanca-groga de tipus espectral F2IIIp amb una temperatura superficial de 6860 K. És 39 vegades més lluminosa que el Sol i el seu radi és aproximadament 4,1 vegades major que el radi solar.
Delta Scuti té dues companyes. Delta Scuti B, de magnitud 12,2, és un estel de tipus K8 a 15,2 segons d'arc de l'estel principal (Delta Scuti A), mentre que Delta Scuti C, de magnitud 9,2, és una nana groga de tipus G7V. La primera està separada de l'estel principal una distància mínima de 870 ua i la segona 3000 ua.